# Балашовка (Черниговский район)
Балашо́вка (укр. Балашівка) — село,
Широкоярский сельский совет,
Черниговский район,
Запорожская область,
Украина.
Код КОАТУУ — 2325587902. Население по переписи 2001 года составляло 130 человек.

## Географическое положение
Село Балашовка находится на левом берегу реки Бегим-Чокрак,
выше по течению на расстоянии в 1 км расположено село Хмельницкое,
ниже по течению на расстоянии в 0,5 км расположено село Светлое (Токмакский район).
Рядом проходит автомобильная дорога Р-37.

## История
- 1820 год — дата основания как село Гнадейгейм.
- До 1871 года село входило в Молочанский меннонитский округ Бердянского уезда.[3]
- В 1945 году переименовано в село Балашовка[4].